# Nils Ekeroth

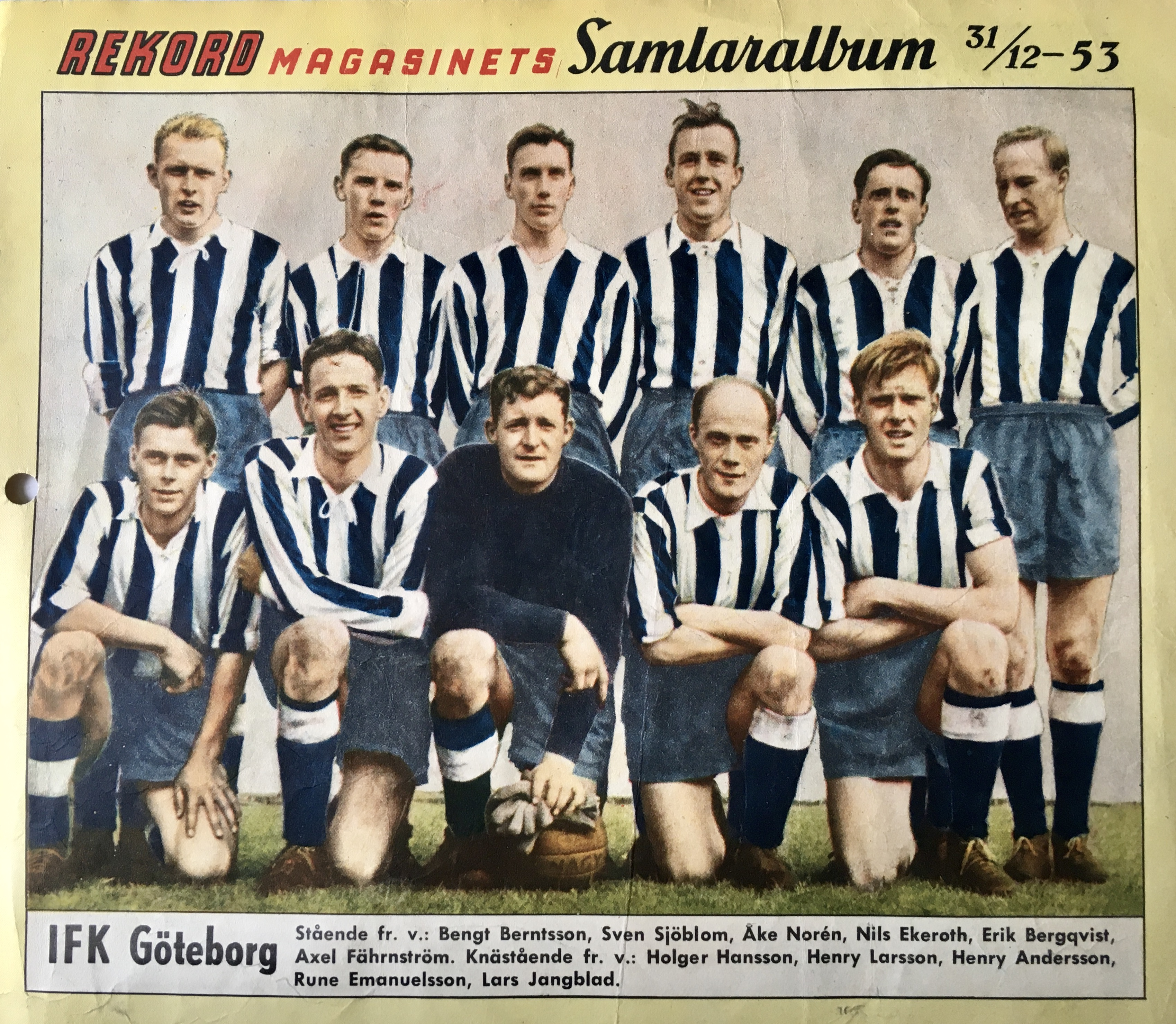
IFK Göteborg 1953 med bland andra Bengt "Fölet Berndtsson, stående längst till vänster, och Nils Ekeroth, fjärde stående spelare från vänster.

Nils Bertil Ekeroth, född 28 april 1930 i Karl Johans församling i Göteborg, död 10 november 2021, var en svensk handbollsspelare och fotbollsspelare.

## Karriär

### Handboll
Nils Ekeroths moderklubb var klubben Kick. Ekeroth inledde sin handbollskarriär i den på 1940-talet dominerande klubben Majornas IK. Han spelade för samma klubb hela elitkarriären. Majornas sista guld var redan 1946 och det var 12 oktober 1947 som Ekeroth debuterade i Majorna så några SM-guld inomhus blev det inte men utomhus var Majorna dominerande även på 1950-talet så utomhus-SM vann Nils Ekeroth 1953. I övriga SM-guld utomhus verkar inte Nils Ekeroth ha deltagit kanske på grund av att han spelade fotboll i IFK Göteborg. 
Han spelade åren 1951–1958 13 landskamper för Sverige. Debut utomhus i Sarpsborg mot Norge. Matchen vanns av Sverige 21–10. Nils Ekeroth gick mållös från banan. Eftersom Nils Ekeroth spelade sex landskamper i VM 1958 så blir det bara totalt sex landskamper över mellan 1951 och 1958, vilket talar om att han inte var "bofast" i landslaget. I VM 1958 ingick han i samma kedja som Gunnar Kämpendahl och Hasse Carlsson från IK Heim.

### Fotboll
Nils Ekeroth var också allsvensk fotbollsspelare för IFK Göteborg. Han vann allsvenskan med IFK Göteborg 1958 i fotboll. Nils Ekeroth gjorde 140 allsvenska matcher för IFK Göteborg åren 1953–1962. Han var försvarsspelare i fotboll. Spelade för IFK Göteborg i Europacupen 1959. Han finns avporträtterad på Alfa Samlarbild nr 408. 1955 spelade Nils Ekeroth 2 B-landslagskamper mot Danmark och Norge.
I det civila var Nils Ekeroth brandman. 

## Klubbar
- Majornas IK handboll 1946–1958?
- IFK Göteborg fotboll 1953–1962

## Meriter
- VM-guld 1958 med Sveriges landslag i handboll
- SM-guld 1958 med IFK Göteborg i fotboll